# فرانك رييس
فرانك رييس هو مغني دومينيكاني، ولد في 4 يونيو 1969 في Tenares ‏ في جمهورية الدومينيكان.

## وصلات خارجية
- فرانك رييس على موقع ميوزك برينز (الإنجليزية)
- فرانك رييس على موقع أول ميوزيك (الإنجليزية)
- فرانك رييس على موقع ديسكوغز (الإنجليزية)